# Constantí I de Constantinoble
Constantí I (en grec antic: Κωνσταντίνος Α') va ser patriarca de Constantinoble de l'any 675 al 677.
Va ser defensor de l'ortodòxia contra el monotelisme. L'historiador Efraïm diu que va viatjar a Tràcia i a Macedònia, i que era un home molt piadós. L'església Ortodoxa el va declarar sant, i es venera el dia 9 d'agost. El va succeir Teodor I de Constantinoble.